# Can Pagès (Riells del Fai)
|  | Per a altres significats, vegeu «Can Pagès». |

Can Pagès fou una masia del poble de Riells del Fai, en el terme municipal de Bigues i Riells, al Vallès Oriental.
Estava situada a migdia d'on hi havia la masia de Can Conillo, al sud-est de l'actual urbanització dels Boscos de Riells i a la dreta del torrent de Can Pagès, al qual dona nom.